# 仁和寺門跡一覧
仁和寺門跡一覧（にんなじもんぜきいちらん）は、真言宗御室派の総本山である仁和寺の歴代門跡（御室）の一覧。

## 一覧
- 初世 空理（金剛覚）- 宇多天皇
- 第2世 性信入道親王（大御室）- 三条天皇第四皇子
- 第3世 覚行法親王（覚念、中御室）- 白河天皇第三皇子
- 第4世 覚法法親王（真行、高野御室）- 白河天皇第四皇子
- 第5世 覚性入道親王（信法、紫金台寺御室）- 鳥羽天皇第五皇子
- 第6世 守覚法親王（守性、喜多院御室）- 後白河天皇第二皇子
- 第7世 道法法親王（後高野御室）- 後白河天皇第八皇子
- 第8世 道助入道親王（光台院御室）- 後鳥羽天皇第二皇子
- 第9世 道深法親王（金剛定院御室）- 後高倉院第二皇子
- 第10世 法助（開田御室）- 摂政左大臣藤原道家五男
- 第11世 性助入道親王（後中御室）- 後嵯峨天皇第六皇子
- 第12世 性仁法親王（高雄御室）- 後深草天皇第四皇子
- 第13世 深性法親王（尊勝院御室）- 後深草天皇第六皇子
- 第14世 寛性法親王（常瑜伽院御室）- 伏見天皇第三皇子
- 第15世 法守法親王（禅河院御室）- 後伏見天皇第三皇子
- 第16世 永助法親王（空助、後常瑜伽院御室）- 後光厳院第五皇子
- 第17世 承道法親王（法金剛院御室）- 後小松院猶子、木寺宮邦恒王王子
- 第18世 法深法親王（弘覚、静覚、後光台院御室）- 後花園院猶子、木寺宮邦康親王王子
- 第19世 覚道法親王（後禅河院御室）- 後柏原天皇第二皇子
- 第20世 任助法親王（厳島御室）- 伏見宮貞敦親王第四王子
- 第21世 覚深入道親王（後南御室）- 後陽成天皇第一皇子
- 第22世 承法法親王（性承、後大御室）- 後水尾天皇第三皇子
- 第23世 覚観法親王（覚恕、覚隆、後金剛定院御室）- 霊元天皇第二皇子
- 第24世 守恕法親王（後光明寿院御室）- 京極宮文仁親王第二王子
- 第25世 慈仁法親王（常荘厳院御室）- 中御門天皇第四皇子
- 第26世 遵仁法親王（三摩耶心院御室）- 中御門天皇第六皇子
- 第27世 覚仁法親王（金剛心院御室）- 有栖川宮職仁親王第三王子
- 第28世 深仁法親王（後喜多院御室）- 閑院宮典仁親王第二王子
- 第29世 済仁法親王（不壊身院御室）- 有栖川宮織仁親王第十一王子
- 第30世 純仁法親王（楞厳定院御室）- 伏見宮邦家親王第八王子
- 第31世 冷泉照道
- 第32世 冷泉玄誉
- 第33世 別処栄厳
- 第34世 釈雲照
- 第35世 泉智等
- 第36世 土宜法竜
- 第37世 浦上隆応
- 第38世 石堂恵猛
- 第39世 岡本慈航
- 第40世 花桝智勝
- 第41世 森諦円
- 第42世 小田慈舟
- 第43世 立部瑞祐
- 第44世 小林隆仁
- 第45世 松村祐澄
- 第46世 吉田裕信
- 第47世 堀智範
- 第48世 佐藤令宜
- 第49世 南揚道
- 第50世 立部祐道
- 第51世 瀬川大秀